# کیلب اسمیت وودهال
کیلب اسمیت وودهال (انگلیسی: Caleb Smith Woodhull؛ ۲۶ فوریه ۱۷۹۲ – ۱۶ ژوئیهٔ ۱۸۶۶) سیاست‌مدار اهل ایالات متحده آمریکا بود. وی به عنوان شهردار نیویورک انتخاب شد و از۱۸۴۹ تا ۱۸۵۱ در این منصب مشغول کار بود.